# Markus Hengstschläger

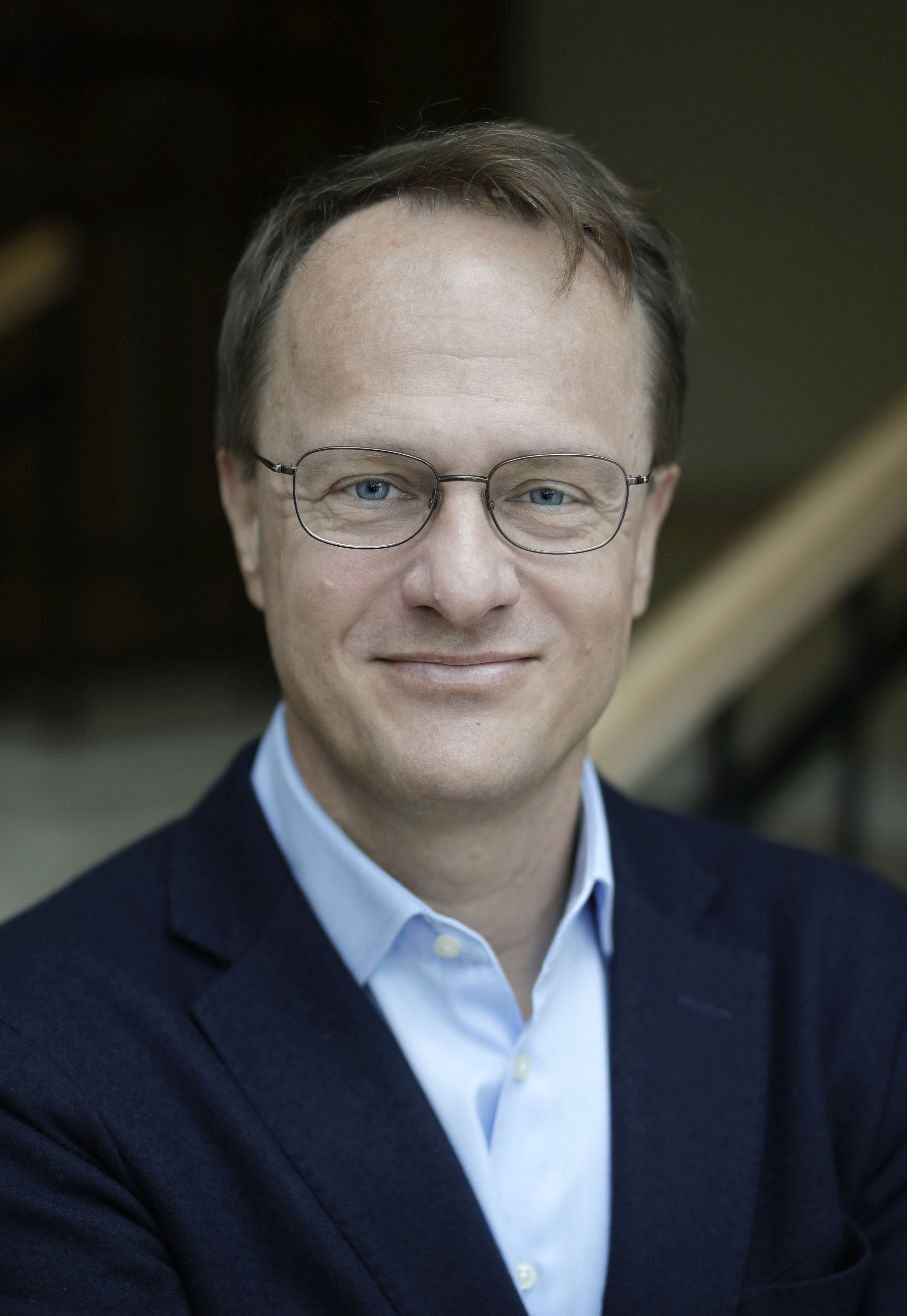
Markus Hengstschläger (2019)

Markus Hengstschläger (* 28. April 1968 in Linz) ist ein österreichischer Genetiker.

## Leben
Hengstschläger studierte Genetik an der Universität Wien und promovierte am Vienna Biocenter. Nach einem Forschungsaufenthalt an der Yale University in den USA leitete er die genetischen Labors der Frauenklinik Wien und habilitierte sich. In Folge wurde er zum Universitätsprofessor für Medizinische Genetik an der Medizinischen Universität Wien berufen. Hengstschläger hat außerdem eine abgeschlossene Ausbildung zum Fachhumangenetiker. Heute ist er Vorstand des Instituts für Medizinische Genetik und Organisationseinheitsleiter des Zentrums für Pathobiochemie und Genetik an der Medizinischen Universität Wien. Er unterrichtet Studierende und arbeitet in den Bereichen genetische Diagnostik, Grundlagenforschung und Innovationsberatung.
Darüber hinaus ist Hengstschläger unternehmerisch tätig. Nach der Mitwirkung am Aufbau des genetischen Labors eines Instituts für Pränataldiagnostik gründete er im Jahr 2005 die genetische Abteilung eines In-Vitro-Fertilisation-Zentrums in Wien, die er bis heute leitet. Im Jahr 2014 gründete er das Unternehmen HLN-Genetik, das im Jahr 2022 an ein europäisches Biotechnologieunternehmen verkauft wurde. Er ist außerdem Sachbuchautor, Redner und Wissenschaftsmoderator (u. a. 19 Jahre Moderation der Medizin- und Wissenschaftssendung „Radiodoktor“ im Radio Ö1 des ORF, aktuell Moderation der Wissenschaftssendung „Spontan gefragt“ auf Kurier TV).
Er war Hochschulrat der Pädagogischen Hochschule Wien, Mitglied des Universitätsrats der Johannes-Kepler-Universität Linz und war 10 Jahre lang stellvertretender Vorsitzender des Rat für Forschung und Technologieentwicklung. Er ist u. a. wissenschaftlicher Leiter des Think Tanks Academia Superior, stellvertretender Vorsitzender der österreichischen Bioethikkommission beim Bundeskanzleramt, Gründer des Young Leaders Circle, Aufsichtsratsvorsitzender der Gesellschaft für Forschungsförderung Niederösterreich, Kuratoriumsmitglied des Wiener Wissenschafts-, Forschungs- und Technologiefonds, Mitglied des Scientific Advisory Board des Europäischen Forum Alpbach und Präsident der österreichischen Gesellschaft für Stammzellforschung. Im Jahr 2022 gründete er das Symposium „Impact Lech“, das er seitdem jährlich in Lech in Österreich ausrichtet.

## Leistungen
Internationale Anerkennung fand Hengstschläger durch seine Forschungen an der Erbkrankheit Tuberöse Sklerose, durch die Entdeckung von Stammzellen in humanem Fruchtwasser, durch seine Forschungen zur Frage, welche fetalen Stammzellen während der Schwangerschaft in den mütterlichen Körper wandern oder zum Kommunikationspotential von humanen Stammzellen, sowie durch seine Innovationen im Bereich der genetischen Diagnostik. Im Jahr 2024 konnte seine Arbeitsgruppe an aus Stammzellen entwickelten Modellen des menschlichen Embryos den Mechanismus für die Entstehung der embryonalen Basalmembran aufklären.

## Auszeichnungen (Auswahl)
- Erwin Schrödinger Stipendium[28]
- Amersham Pharmacia Preis
- Förderungspreis des Fonds der Stadt Wien für innovative Krebsforschung
- Das goldene Buch (Buchhandelspreis) für „Die Macht der Gene“
- Buchliebling 2007 für „Die Macht der Gene“
- Co-Autor einer vom Wissenschaftsjournal SCIENCE Signaling zum „Breakthrough of the year 2008“ gewählten Publikation[29]
- Platin-Buch für „Die Durchschnittsfalle. Gene – Talente – Chancen“
- Buchliebling 2012 für „Die Durchschnittsfalle: Gene – Talente – Chancen“
- 2017: Großes Ehrenzeichen für Verdienste um die Republik Österreich

## Schriften (Auswahl)
- ca. 250 wissenschaftliche Publikationen in englischer Sprache, unter anderem in renommierten Fachzeitschriften wie Nature Communications, Nature Protocols, Nature Immunology, Nature Reviews in Immunology, Science Translational Medicine, Developmental Cell, Cell Metabolism, Immunity, New England Journal of Medicine, Cell Death and Differentiation, PNAS, Current Biology, Blood, Journal of Clinical Investigation, Cell Reports, Oncogene, Aging Cell, Stem Cells, Stem Cells Translational Medicine, Stem Cell Research and Therapy, Journal of Biological Chemistry, Journal of Cell Science, Clinical Chemistry, Human Molecular Genetics, Human Reproduction, Human Reproduction Update, Trends in Immunology, Trends in Molecular Medicine
- ca. 260 Buchbeiträge, Lehrbuchbeiträge, Essays und Kommentare
- Die Macht der Gene. Ecowin Verlag, Salzburg 2006, ISBN 3-902404-35-3. sowie Piper Verlag
- Endlich Unendlich. Ecowin Verlag, Salzburg 2008, ISBN 978-3-902404-62-6.
- Die Durchschnittsfalle: Gene – Talente – Chancen Ecowin Verlag, Salzburg 2012, ISBN 978-3-7110-0022-4
- als Herausgeber: Digitaler Wandel und Ethik, Rat für Forschung und Technologieentwicklung, Ecowin, Wals bei Salzburg 2020, ISBN 978-3-7110-0271-6
- Die Lösungsbegabung: Gene sind nur unser Werkzeug, die Nuss knacken wir selbst!, Ecowin, Salzburg/München 2020, ISBN 978-3-7110-0279-2